# Assassinato de Joseph Augustus Zarelli
Joseph Augustus Zarelli (13 de janeiro de 1953 – 25 de fevereiro de 1957), anteriormente conhecido como "Garoto da Caixa", foi um menino morto encontrado nu, que teve seu corpo extensivamente espancado, achado na Susquehanna Road, em Filadélfia, Pensilvânia, em 25 de fevereiro de 1957. Ele parecia ter sido limpo e recém-arrumado, com um corte de cabelo recente e unhas aparadas, embora tenha sofrido muitos abusos físicos antes de morrer, com vários hematomas em seu corpo e desnutrido. O corpo estava coberto de cicatrizes, algumas das quais cirúrgicas (principalmente no tornozelo, virilha e queixo). A polícia acredita que a causa da morte tenha sido homicídio por trauma contundente.

## Descoberta do corpo

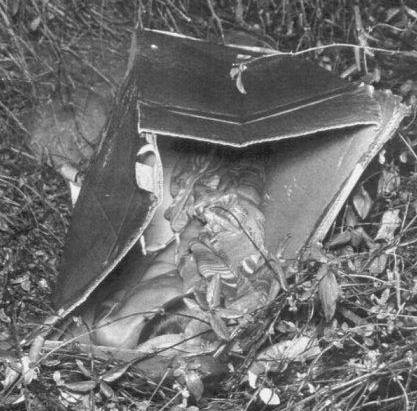
Cena do crime onde o corpo foi encontrado

Em fevereiro de 1957, o corpo do menino, envolto em um cobertor xadrez, foi encontrado na floresta de Susquehanna Road em Fox Chase, Filadélfia. O corpo estava nu e se encontrava dentro de uma caixa de papelão que era utilizado para o transporte de um berço do tipo vendido pela empresa JC Penney. O cabelo do menino tinha sido cortado recentemente, possivelmente após a morte, já que tufos de cabelo estavam aderidos ao corpo. Havia sinais de desnutrição grave, bem como cicatrizes cirúrgicas no tornozelo e virilha, e uma cicatriz em forma de L sob o queixo.
O corpo foi descoberto pela primeira vez por John Stachowiak, um jovem que estava verificando suas armadilhas para ratos almiscarados. Temendo que a polícia confiscasse suas armadilhas, ele não relatou o que havia encontrado. Poucos dias depois, o estudante universitário Frank Guthrum avistou um coelho correndo para o mato, sabendo que havia armadilhas para animais na área, ele parou o carro para investigar e descobriu o corpo. Guthrum, como Stachowiak, estava relutante em ter qualquer contato com a polícia, mas relatou o que havia encontrado no dia seguinte, após saber do desaparecimento de Mary Jane Barker.

## Investigação
A polícia recebeu a denúncia e abriu uma investigação em 26 de fevereiro de 1957. As impressões digitais do menino morto foram colhidas e a polícia acreditou que ele logo seria identificado. No entanto, ninguém nunca apresentou alguma informação útil e as digitais não levaram a uma identificação.
O caso atraiu a atenção da mídia em Filadélfia e no Vale do Delaware. O Philadelphia Inquirer imprimiu 400 mil panfletos retratando a imagem do menino, que foram enviados e afixados em toda a área e incluídos em todas as contas de gás em Filadélfia. A cena do crime foi vasculhada repetidamente por 270 recrutas da academia de polícia, que descobriram um boné de veludo azul de um homem, um cachecol de criança e um lenço branco de homem com a letra "G" no canto; todas pistas que não ajudaram a solucionar o caso. A polícia também distribuiu uma foto post-mortem do menino totalmente vestido e sentado, como deve ter parecido em vida, na esperança de que pudesse dar uma pista. Apesar da publicidade e do interesse esporádico ao longo dos anos, a identidade do menino permaneceu desconhecida até a solução do caso em dezembro de 2022.
Em 21 de março de 2016, o Centro Nacional para Crianças Desaparecidas e Exploradas divulgou uma reconstrução facial forense da vítima e adicionou-a ao seu banco de dados.
Em agosto de 2018, Barbara Rae-Venter, a genealogista genética que ajudou a identificar o Golden State Killer usando uma técnica de perfil de DNA, disse que estava usando o mesmo método para tentar identificar o Menino na Caixa. Grupos amadores que usam bancos de dados online, como Doe Network e Websleuths, também tentaram solucionar sua identidade. Em 8 de dezembro de 2022, a polícia informou que, através de análises modernas de árvore genealógica, a família do Garoto na Caixa foi encontrada e o menino identificado como Joseph Augustus Zarelli, nascido em 1953. Segundo informações dos investigadores, Zarelli possuía vários parentes vivos (inclusive irmãos), embora seus pais já tivessem falecido.

## Antigas teorias
Muitas dicas e teorias foram desenvolvidas com o decorrer do caso. Embora a maioria delas tenha sido rejeitada, duas teorias geraram considerável interesse entre a polícia e a mídia. Cada um deles foi exaustivamente investigado.[carece de fontes?]

### Lar adotivo

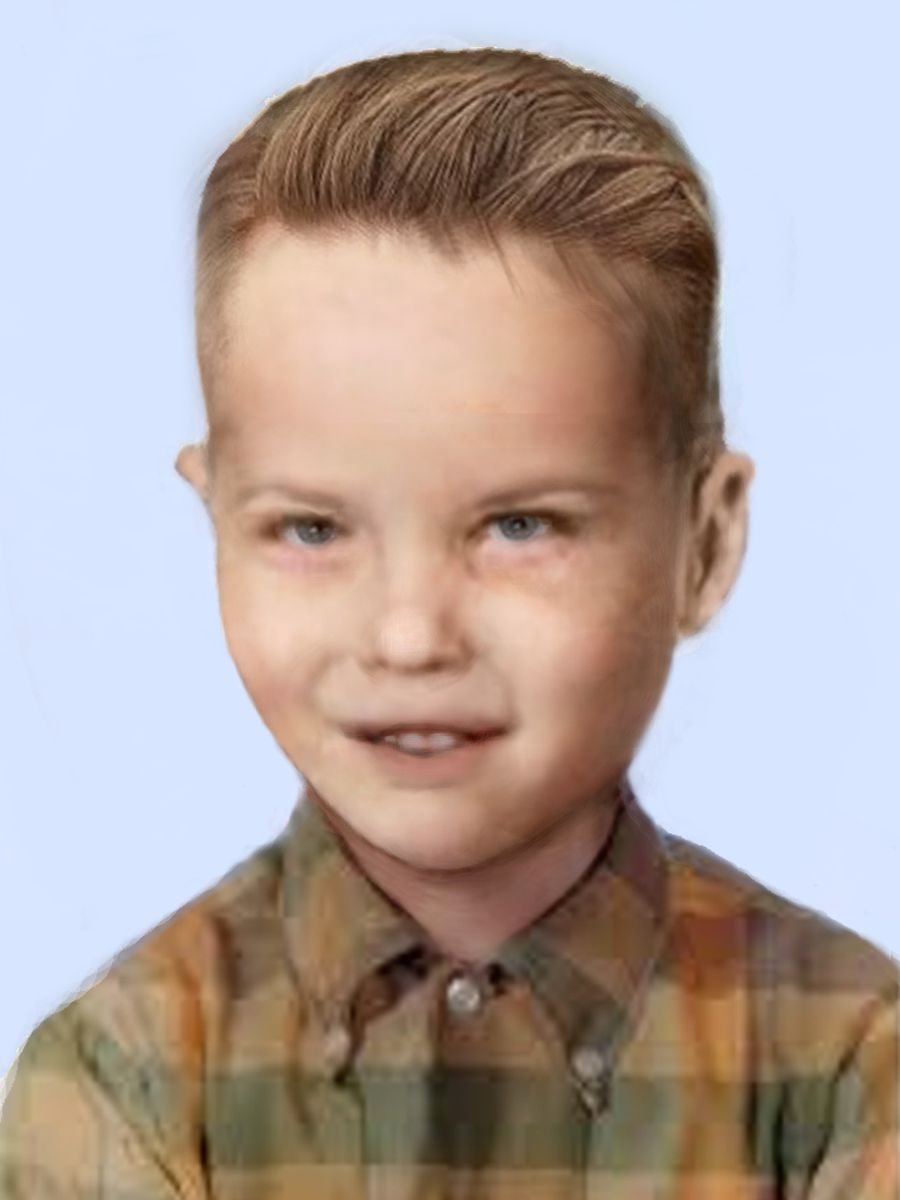
Reconstrução facial forense mostrando como o menino parecia em vida

Esta teoria diz respeito a um lar adotivo que estava localizado a aproximadamente 2,5 quilômetros do local onde o corpo foi encontrado.[carece de fontes?]
Em 1960, Remington Bristow, um funcionário do escritório do legista que perseguiu obstinadamente o caso até sua morte em 1993, contatou um médium de Nova Jersey, que lhe disse para procurar uma casa que combinasse com o lar adotivo. Quando a médium foi trazida ao local de descoberta de Filadélfia, ela levou Bristow diretamente para o lar adotivo.
Ao assistir a uma venda de uma propriedade no lar adotivo, Bristow descobriu um berço semelhante ao vendido na JC Penney. Ele também descobriu cobertores pendurados no varal que eram semelhantes àquele em que o corpo do menino estava enrolado quando o descobriram. Bristow acreditava que o menino pertencia à enteada do homem que dirigia o lar adotivo e que eles se desfizeram de seu corpo para que a enteada não fosse exposta como uma mãe solteira. Ele teorizou que a morte do menino havia sido um acidente.
Apesar dessas evidências circunstanciais, a polícia não foi capaz de encontrar muitos vínculos definitivos entre o Garoto na Caixa e a família adotiva.
Em 1998, o tenente da polícia de Filadélfia, Tom Augustine, responsável pela investigação, e vários membros da Sociedade Vidocq (um grupo de policiais aposentados e criadores de perfis criminais) entrevistaram o pai adotivo e a enteada (com quem ele se casou), porem não houve mais conclusões. A investigação do lar adotivo foi encerrada.

### Mulher conhecida como "Martha" ou "M"
Outra teoria foi apresentada em fevereiro de 2002 por uma mulher identificada apenas como "Martha".
A polícia considerou a história de "Martha" plausível, mas ficou preocupada com seu depoimento, pois ela tinha um histórico de doença mental.. "M" alegou que sua mãe abusiva tinha "comprado" o menino desconhecido (cujo nome era Jonathan) de seus pais biológicos no verão de 1954. Posteriormente, o menino foi submetido a extremo abuso físico e sexual por dois anos e meio. Certa noite, no jantar, o menino vomitou sua refeição de feijão cozido e levou uma surra forte, com a cabeça batendo no chão até ficar semiconsciente. Ele tomou banho, durante o qual morreu. Esses detalhes correspondiam a informações conhecidas apenas pela polícia, já que o legista descobrira que o estômago do menino continha restos de feijão cozido e que seus dedos estavam enrugados pela água.[carece de fontes?]
A mãe de "M" cortou o cabelo comprido característico do menino (o que explica o corte de cabelo pouco profissional que a polícia notou em sua investigação inicial) em um esforço para esconder sua identidade. A mãe de "M" forçou "M" a ajudá-la a despejar o corpo do menino na área de Fox Chase. "M" disse que enquanto se preparavam para retirar o corpo do menino do porta-malas de um carro, um motorista que passava parou ao lado para perguntar se eles precisavam de ajuda. "M" recebeu ordem de ficar na frente da placa do carro para protegê-lo da vista enquanto a mãe convencia o suposto Bom Samaritano de que não havia problema. O homem finalmente foi embora. Essa história corroborou o depoimento confidencial de uma testemunha em 1957, que afirmou que o corpo havia sido colocado em uma caixa previamente descartada no local.
Apesar da plausibilidade externa da confissão de "M", a polícia não foi capaz de verificar sua história. Vizinhos que tiveram acesso à casa de "M" durante o período declarado negaram que houvesse um menino morando lá e consideraram as alegações de "M" "ridículas".

### Outras teorias
O artista forense Frank Bender desenvolveu a teoria de que a vítima pode ter sido criada como uma menina. O corte de cabelo pouco profissional da criança, que parecia ter sido executado às pressas, foi a base para o cenário, assim como a aparência das sobrancelhas penteadas. Em 2008, Bender divulgou um esboço da criança não identificada com cabelos longos, refletindo os fios encontrados no corpo.
Em 2016, dois escritores, um de Los Angeles, Califórnia (Jim Hoffmann) e outro de Nova Jersey (Louis Romano), explicaram que acreditavam ter descoberto uma identidade potencial de Memphis, Tennessee e solicitaram que o DNA fosse comparado entre a família membros e a criança. A pista foi descoberta originalmente por um homem de Filadélfia (que apresentou Romano e Hoffmann um ao outro) e foi desenvolvida e apresentada, com a ajuda de Hoffmann, ao Departamento de Polícia de Filadélfia e à Sociedade Vidocq no início de 2013. Em dezembro de 2013, Romano tomou conhecimento da liderança e concordou em ajudar o homem de Filadélfia e Hoffmann a obter o DNA desse membro da família em particular em janeiro de 2014 - que foi enviado rapidamente ao Departamento de Polícia de Filadélfia. As autoridades locais confirmaram que investigariam a pista, mas disseram que precisariam fazer mais pesquisas sobre as circunstâncias que cercam a ligação com Memphis antes de comparar o DNA. Em dezembro de 2017 Homicide Sgt. Bob Kuhlmeier confirmou que o DNA retirado do homem de Memphis foi comparado ao do garoto Fox Chase, e não havia nenhuma conexão.

## Sepultamento
O menino na caixa foi originalmente enterrado como indigente em um cemitério público. Em 1998, seu corpo foi exumado com o objetivo de extrair DNA, obtido do esmalte de um dente. Ele foi enterrado novamente no cemitério Ivy Hill em Cedarbrook, Filadélfia, que doou um grande terreno. O caixão, a lápide e o funeral foram doados pelo filho do homem que enterrou o menino em 1957. Houve significativa participação do público e cobertura da mídia no enterro. O túmulo tem uma grande lápide com as palavras "Criança Desconhecida da América". Os moradores da cidade mantêm o túmulo decorado com flores e bichos de pelúcia.

## Identificação
Durante décadas não se soube a identidade do menino, porém, no dia 30 de Novembro de 2022, o departamento de polícia de Filadélfia anunciou que identificaram a criança usando o teste genealógico e a genealogia genética investigativa, e que forneceriam uma atualização do caso na semana seguinte. Fontes afirmam que ele era filho de uma família proeminente no Condado de Delaware, na Pensilvânia. As autoridades disseram que a investigação usaria essa nova informação para continuar a busca por suspeitos. Em 8 de dezembro de 2022, a criança foi identificada publicamente como Joseph Augustus Zarelli, nascido em 13 de janeiro de 1953.

## Na cultura popular
- A história foi apresentada na série de televisão America's Most Wanted em 3 de outubro de 1998 e novamente em 12 de julho de 2008.
- As séries de televisão Cold Case, CSI: Crime Scene Investigation e Law & Order: Special Victims Unit apresentam episódios ficcionais extraídos do caso Boy in the Box.
- O repórter Mitch Blacher, da NBC 10 Filadélfia, exibiu um artigo investigativo na NBC 10 Investigators em 2 de março de 2016, intitulado "Nova teoria sobre o caso arquivado de 'Boy in the Box' de décadas".
- A história foi apresentada na 2ª temporada da série Buzzfeed BuzzFeed Unsolved em 2017, intitulada "A Morte Misteriosa do Garoto na Caixa".
- A história teve um breve perfil no podcast popular de comédia policial verdadeira My Favorite Murder, em março de 2016, no episódio "Seven Murders in Heaven"[19]